# Вилхелмс Пурвитис
Вилхелмс-Карлис Юргисов Пурвитис (на латвийски: Vilhelms Kārlis Purvītis) е водещ латвийски художник и педагог, майстор пейзажист, представител на стила Модерн, един от основоположниците на съвременната латвийска живопис, основател на Латвийската художествена академия. Човек с огромен авторитет в обществото и талантлив живописец, той оказва сериозно въздействие върху развитието на латвийското пейзажно изкуство през първата половина на 20 век. Наричан е „най-добрият художник на снега в Европа“.

## Биография

### Ранни години
Вилхелмс Пурвитис е роден в селско семейство, на 20 февруари (3 март) 1872 г. в малкото селце Яужи (Явжас), Зубска област на Латвия. В училище талантът му да рисува добре е забелязан от учителя му, немеца Шмит, който го съветва да продължи обучението си в Санкт Петербург. През 1890 г. Вилхелмс постъпва в Художествената академия на Петербург и учи при Архип Куинджи, заедно с Янис Розенталс и Янис Валтерс. През 1893 получава втори поощрителен медал. Завършва с голям златен медал и звание художник 3-та степен за картината си „Последни лъчи“.
След завършването си, през 1898 година, за сметка на академията, заедно с Розенталс и Валтерс, заминава за Германия и Франция. Посещава Берлин, Париж, Виена, Дюселдорф, Мюнхен, Дрезден, Рим. Там сътрудничи с представители на Мюнхенския сецесион. От 1898 до 1901 г. излага картини в Берлин, Мюнхен, Париж и Лион. Те имат голям успех както сред публиката, така и сред критиците.
През 1901 се връща в Рига, а на следващата година прави пътешествие в Норвегия, Исландия и Шпицберген, където изучава светлинните ефекти, свързани със снега. Връща се и в продължение на 3 години работи в селските райони на страната. Става член на кръга „Рукис“ (Труженик), в който влизат латвийски художници, възпитаници на Петербургската художествена академия. Член е и на Рижкото общество за поощрение на изкуствата (Рижки кунстферайн).
През 1900 година, на Световното изложение в Париж, Пурвитис е удостоен с бронзов медал 3-та степен, за картината „Последни лъчи“. На следващата година, за платното си „Март“, получава златен медал и почетна диплома, този път на Международната изложба в Мюнхен. Втори златен медал, „Гран при“ и кръст за заслуги получава през 1902 на 14-ата международна художествена изложба в Лион – за картините „Северна нощ“ и „Мартенски ден“. Там Пурвитис е определен като един от най-съвременните художници.
Между 1895 и 1910 г. се включва в руското обединение „Мир Исскуства“ (Светът на изкуството) и участва в техни изложби. През 1909 Пурвитис става директор на Рижкото градско художествено училище и заема тази длъжност до 1915 година, когато през Първата световна война Рига е окупирана.

### Зрелост
През 1913 г. художникът получава званието академик от Петербургската художествена академия. Между 1906 и 1909 преподава рисуване в Художественото училище в Ревел (Талин), столицата на Естония. През 1915 художникът заминава за Петербург, оттам – във Финландия и Швеция. През 1917 г. пристига в Норвегия, където прекарва 11 месеца в санаториум в Лилехамер. Живее в Норвегия до 1919 година.
След това се връща в Латвия, през същата година основава художествената академия в Рига и става нейният първи директор. Заема тази длъжност до 1934 г. В нея той е несменяем ръководител на ателието по пейзаж. Сред учениците му има много и известни латвийски художници – Едуард Калнинш, Николайс Брейкш, А. Пупол, Арвид Егле, Карл Мелбарздис, Александър Древин и други. Едновременно с това изпълнява функциите на директор на Латвийския художествен музей, с изключение на времето на съветската власт през 1940 – 1941 г.
Въпреки отношението на латвийския президент Карлис Улманис, според думите на когото живописта е „безполезно изкуство“, Пурвитис успява да направи блестяща кариера. Заема едновременно 4 длъжности – ректор на Латвийската художествена академия, ръководител на пейзажно ателие, професор в архитектурния факултет на Латвийския университет и директор на Латвийския художествен музей. Художникът няма финансови проблеми, тъй като доходите му превишават президентската заплата.
Благодарение на признатия си авторитет и активност, Пурвитис успява да организира многочислени изложби на латвийското изкуство в Скандинавските страни и Западна Европа. В Рижкия художествен музей редовно се организират чуждестранни изложби, започвайки от експозицията на естонското изкуство през 1926 г. и завършвайки с изложбата на съвременна френска живопис през 1939 г.

### Втора световна война
През 1942 г. в Рига е организирана персонална изложба на Пурвитис, по повод 70-годишния му юбилей. За организирането и откриването на изложбата помага Алфред Розенберг, райхсминистър на Източните територии, близък съратник на Хитлер и бивш ученик на художника. Две години по-късно Розенберг предлага на Пурвитис да се премести в град Линц, където се планира да бъде създадена огромна художествена галерия.
След бомбардировките над град Йелгава, когато домът на художника е разрушен, той решава да замине за Германия. Още повече краят на Втората световна война вече се вижда и Пурвитис се опасява от арести от настъпващите съветски войски, тъй като в буржоазна Латвия заема достатъчно високо административно положение. Затова през 1944 г. се евакуира заедно с немците и отнася значителна част от своите работи, които са загубени в суматохата на войната. Много от произведенията му са унищожени и при бомбардировките на Йелгава. От повече от 2000 негови картини, са съхранени само около 200. Около 80 от тях се намират в музеи, а останалите са собственост на частни колекционери.
Умира на 14 януари 1945 г. в германския курорт Бад-Наухайм, където се намира на лечение. През 1994 г. прахът на художника е пренесен в Рига.

### Стил и творчество
След ранните романтични и импресионистични търсения, Пурвитс разработва свой собствен, зрял стил, близък до импресионизма, но развиващ се повече като северен Модерн. Преработва творчески художествените принципи на Куинджи и създава оригинални пейзажи, лирични като настроение и декоративни по колорит. За ранните работи на художника, създадени под влияние на Модерна, са присъщи характерно оформление, хармония на линиите и красота на цветовете.
Художникът отделя голямо внимание на композицията, ритъмът на линиите и контраста между тъмни и светли тонове. За тема избира сравнително прости природни мотиви, избягвайки всякакъв човешки елемент или някакъв сюжет. Следва сезонните пристрастия на модернистите и е особено привлечен от есенните и зимни пейзажи. Рисува природата на Латвия в различните часове от деня и различните сезони. Особено се прославя със зимните си картини, в които присъства сняг, който той рисува през целия си творчески живот. Използва разнообразни средства за изобразяването му – от сдържан реализъм до експресия на форми, цветове и фрактура. В последните си години се занимава много с графика.
Типични негови картини са „Последният сняг“ (1897 – 1898, Руски музей), „Зимен пейзаж“ (1898), „Начало на пролетта“ (1900), „Март“ (ок. 1900), „Завой на река Гауя“ (ок.1908), „В парка Виестура“ (ок. 1914), „Есен“ (1929), „Пролет“ (началото на 1930-те), „Лятна вечер“ (1936), „Пейзаж с купи сено“ (ок. 1936), „Когато борът се пробужда“ (ок. 1936) Всички тези картини днес се намират в Латвийския художествен музей, Рига.
- Пролетни води (1910)
- Пейзаж с брези (1910)
- Пролетен пейзаж (Март) (1930)
- Латвийска пощенска марка от 1900 г. с картина на Пурвитис